# Département Tandjilé Centre
Das Département Tandjilé Centre ist ein Département im Südwesten des Tschad. Es liegt im südlichen Teil der Provinz Tandjilé, die Hauptstadt ist Béré.
Im Jahr 2012 wurde das Département Tandjilé Centre aus dem Département Tandjilé Ouest ausgegliedert.

## Verwaltungsuntergliederung
Das Département ist in drei Unterpräfekturen unterteilt:
- Béré
- Delbian
- Tchoua